# Thomas & vennerne: Det store fund
Thomas & vennerne: Det store fund (eng. Thomas & Friends: The Great Discovery) er en britisk film fra 2008 instrueret af Steve Asquith. Filmen er animeret af selskabet HIT Entertainment i samarbejde.

## Medvirkende

### Danske stemmer[1]
- Ole Fick som fortæller

### Engelske stemmer
- Pierce Brosnan